# جیل گرینبرگ
جیل گرینبرگ (انگلیسی: Jill Greenberg؛ زادهٔ ۱۰ ژوئیهٔ ۱۹۶۷) یک عکاس اهل ایالات متحده آمریکا است.